# Abu Obaida (Hamas)
Abu Obaida (arabisch أبو عبيدة, DMG Abū ʿUbaida), geboren 11. Februar 1985; auch Abu Obayda, Abu Ubayda und Abu Ubaydah geschrieben, ist das Pseudonym eines militanten Palästinensers und Sprechers der Qassam-Brigaden, des militärischen Flügels der Terrororganisation Hamas.
Der tatsächliche Name von Abu Obaida ist nicht bekannt, ebenso wenig wie die meisten seiner persönlichen Daten. Er erscheint nur mit einer Kufiya, die sein Gesicht bedeckt. Im Jahr 2014 veröffentlichten israelische Medien ein mutmaßliches Foto von ihm und den Namen Huzaifa Samir Abdullah al-Kahloot. Doch die Richtigkeit des Fotos und des Namens wurde von den Qassam-Brigaden dementiert, ein ranghoher Anführer der Brigaden erklärte, Abu Obaida trete nicht in den Medien auf und werde dies auch nicht tun, und nur wenige Menschen wüssten, wer er tatsächlich sei.
Sein Pseudonym bezieht sich wahrscheinlich auf Abū ʿUbaida ibn al-Dscharrāh.
Abu Obaida trat erstmals 2006 in Erscheinung, als er die Gefangennahme des israelischen Soldaten Gilad Shalit bekanntgab.
Am 9. Oktober 2023, nach dem Terrorangriff der Hamas auf Israel und dem Beginn der israelischen Vergeltungsschläge, drohte Abu Obaida, dass die Hamas ab sofort jedes Mal, wenn bei einem israelischen Luftangriff „ohne Vorwarnung“ auf den Gazastreifen Häuser von Zivilisten getroffen würden, eine israelische Geisel hinrichten werde. Von den Exekutionen würden Ton- und Bildmaterial live übertragen.
Nach 15 Monaten Krieg im Gazastreifen und dem Beginn des Waffenstillstands warf Abu Obaida Ministerpräsident Netanjahu in einer im Fernsehen übertragenen Ansprache vor, den Krieg verlängert zu haben, und forderte die Vermittler des Waffenstillstands, darunter die Vereinigten Staaten, Katar und Ägypten, auf, dabei zu helfen, das Abkommen aufrechtzuerhalten und sein Scheitern zu verhindern. Abu Obaida erklärte, dass Qassam-Brigaden und andere Widerstandskräfte die Bedingungen des Abkommens einhalten und die Gefangenen austauschen wollten. Voraussetzung dafür sei jedoch, dass Israel das Abkommen einhält.